# Lenz (obra literaria)
Lenz es un fragmento de una novela escrita por Georg Büchner en Estrasburgo en 1836.  Está basado en la evidencia documental del diario de Jean Frédéric Oberlin. Jakob Michael Reinhold Lenz, un amigo de Goethe, es el tema de la historia. En marzo de 1776  conoce a Goethe en Weimar. Más tarde sufre un desorden mental y fue enviado a  la vicaría de Oberlin en el Steintal. La historia se refiere a este último incidente. Aunque quedó inacabado en el momento de la muerte de Büchner en 1837, ha sido visto como un precursor del modernismo literario. Su influencia en escritores posteriores ha sido inmensa. La historia ha sido adaptada para el escenario como ópera de cámara con el nombre Jakob Lenz, por Wolfgang Rihm en  1978

## Ediciones en inglés
- Lenz. Traducido por Michael Hamburguesa. Del oeste Newbury: Prensa de Frontera, 1969.
- Lenz. Traducido por Richard Sieburth. Brooklyn: Libros de Archipiélago, 2005. ISBN 0-9749680-2-1.
- Letras y Trabajos completos, pp. 139@–162.  Traducido por Henry J. Schmidt. Nueva York: Continuum, 1986. ISBN 0-8264-0301-8.
- Prosa y Juegos completos, pp. 139@–166. Traducido por Carl Richard Mueller. Nueva York: Cerro y Wang, 1963. ISBN 0-8090-0727-4.

## Ediciones en español
- Lenz. Traducido por Rodolfo Modern. Ediciones Corregidor, 1976